# Янкович, Неманья
Неманья Янкович (серб. Nemanja Janković, род. 7 февраля 1988, Белград) — сербский хоккеист, правый нападающий хоккейного клуба «Партизан» (Белград) и сборной Сербии.

## Достижения
- Игрок сборной всех звёзд Национальной ассоциации студенческого спорта 2009/2010, 2010/2011
- Чемпион Сербии: 2014/2015